# Greußen
Greußen è una città della Turingia, in Germania.
Appartiene al circondario del Kyffhäuser.

## Storia
Il 31 dicembre 2019 vennero aggregati alla città di Greußen la città di Großenehrich e il comune di Wolferschwenda.